# شيدي جاغان
شيدي جاغان (بالإنجليزية: Cheddi Jagan)‏ (و. 1918 – 1997 م) هو سياسي وأول رئيس وزراء لدولة غيانا (1961-1964)، وطبيب أسنان. عرف بسياسته التحررية وبموقفة المشكك بالسياسة الأمريكية والبريطانية إزاء بلاده، ونعكس ذلك على مواقفة الدولية فناصبة الغربيون العداء.

## روابط خارجية
- شيدي جاغان على موقع الموسوعة البريطانية (الإنجليزية)
- شيدي جاغان على موقع مونزينجر (الألمانية)
- شيدي جاغان على موقع إن إن دي بي (الإنجليزية)